# Gonomyia (Gonomyia) extensivena
Gonomyia (Gonomyia) extensivena is een tweevleugelige uit de familie steltmuggen (Limoniidae). De soort komt voor in het Nearctisch gebied.